# Liste der Nummer-eins-Hits in Belgien (1955)
Diese Liste enthält alle Nummer-eins-Hits in Belgien im Jahr 1955. Es gab in diesem Jahr sieben Nummer-eins-Singles.

| ← 1954 ← | Liste der Nummer-eins-Hits in Belgien | Liste der Nummer-eins-Hits in Belgien                                | Liste der Nummer-eins-Hits in Belgien                                   | 1956 →                    |
| \| Zeitraum \| Wo. ges. \| Interpret \| Titel Autor(en) \| Zusätzliche Informationen \| \| (Zeitraum, Wochen auf Platz eins, Interpret, Titel, Autor[en], zusätzliche Informationen) \| \| \| \| \| \| ----------------------------------------------------------------------------------------- \| -------- \| -------------------------------------------------------------------- \| -------------------------------------------------------------------------- \| ------------------------- \| \| 1. Januar 1955 – 31. Januar 1955 5 Wochen (insgesamt 9) \| 9 \| Perry Como with Mitch Ayres & his Orchestra & The Ray Charles Chorus \| Papa Loves Mambo[1] Al Hoffman, Bickley Reichner, Dick Manning \| - \| \| 1. Februar 1955 – 31. März 1955 8 Wochen (insgesamt 8) \| 8 \| Rosemary Clooney & The Mellomen with Buddy Cole & his Orchestra \| Mambo Italiano[2] Bob Merrill \| - \| \| 1. April 1955 – 30. April 1955 4 Wochen (insgesamt 4) \| 4 \| Claude Robin \| Ave Maria no morro[3] Herivelto Martins \| - \| \| 1. Mai 1955 – 30. Juni 1955 9 Wochen (insgesamt 9) \| 9 \| Luis Mariano, Orchestra dir. Jacques-Henry Rys \| C'est magnifique (de l'Operette "Can-Can")[4] Cole Porter, Francois Llenas \| - \| \| 1. Juli 1955 – 31. Juli 1955 5 Wochen (insgesamt 5) \| 5 \| Nat King Cole with Nelson Riddle & his Orchestra & Chorus \| Darling, je vous aime beaucoup[5] Anna Sosenko \| - \| \| 1. August 1955 – 30. September 1955 8 Wochen (insgesamt 8) \| 8 \| Bob London with Mike Stoller & his Orchestra \| Lola / Reckless[6] Jerry Leiber, Mike Stoller \| - \| \| 1. Oktober 1955 – 31. Dezember 1955 13 Wochen (insgesamt 13) \| 13 \| Johnny Jordaan met orkestbegeleiding o. l. v. Jan Hilligers \| Johnny's Potpourri Deel 1[7] Scotto, Lincke, Katchera \| - \| |                                       |                                                                      |                                                                         |                           |
| ← 1954 |                                       |                                                                      |                                                                         | → 1956 →                  |
| Zeitraum | Wo. ges.                              | Interpret                                                            | Titel Autor(en)                                                         | Zusätzliche Informationen |
| (Zeitraum, Wochen auf Platz eins, Interpret, Titel, Autor[en], zusätzliche Informationen) |                                       |                                                                      |                                                                         |                           |
| 1. Januar 1955 – 31. Januar 1955 5 Wochen (insgesamt 9) | 9                                     | Perry Como with Mitch Ayres & his Orchestra & The Ray Charles Chorus | Papa Loves Mambo Al Hoffman, Bickley Reichner, Dick Manning             | -                         |
| 1. Februar 1955 – 31. März 1955 8 Wochen (insgesamt 8) | 8                                     | Rosemary Clooney & The Mellomen with Buddy Cole & his Orchestra      | Mambo Italiano Bob Merrill                                              | -                         |
| 1. April 1955 – 30. April 1955 4 Wochen (insgesamt 4) | 4                                     | Claude Robin                                                         | Ave Maria no morro Herivelto Martins                                    | -                         |
| 1. Mai 1955 – 30. Juni 1955 9 Wochen (insgesamt 9) | 9                                     | Luis Mariano, Orchestra dir. Jacques-Henry Rys                       | C'est magnifique (de l'Operette "Can-Can") Cole Porter, Francois Llenas | -                         |
| 1. Juli 1955 – 31. Juli 1955 5 Wochen (insgesamt 5) | 5                                     | Nat King Cole with Nelson Riddle & his Orchestra & Chorus            | Darling, je vous aime beaucoup Anna Sosenko                             | -                         |
| 1. August 1955 – 30. September 1955 8 Wochen (insgesamt 8) | 8                                     | Bob London with Mike Stoller & his Orchestra                         | Lola / Reckless Jerry Leiber, Mike Stoller                              | -                         |
| 1. Oktober 1955 – 31. Dezember 1955 13 Wochen (insgesamt 13) | 13                                    | Johnny Jordaan met orkestbegeleiding o. l. v. Jan Hilligers          | Johnny's Potpourri Deel 1 Scotto, Lincke, Katchera                      | -                         |